# Капотерра
Капотерра (итал. Capoterra) — коммуна в Италии, располагается в регионе Сардиния, подчиняется административному центру Кальяри.
Население составляет 22 466 человек (на 2004 г.), плотность населения составляет 313,42 чел./км². Занимает площадь 68,25 км². Почтовый индекс — 9012. Телефонный код — 070.
Покровителем коммуны почитается святой мученик Эфизий (S.Efisio), празднование 15 января.